# Menhire im Châtillonnais
Die Menhire im Châtillonnais zeugen von der jungsteinzeitlichen Besiedlung der Region Châtillonnais im Département Côte-d’Or in Frankreich.
Das Châtillonnais erweckte die Aufmerksamkeit der Archäologen vor allem mit Vix, den Lingons und Vertilum, Plätzen aus der Hallstatt- und Eisenzeit. Die Besiedlung ist aber älter, wie u. a. drei als Monument historique eingestufte Menhire belegen.
1. Der Menhir du Cheval gris (deutsch Grauschimmel) ist 2,3 × 1,6 m groß. Er befindet sich in Chambain (⊙), in der Nähe des Tumulus von Bosse-de-Menley, und ist seit 1923 als Monument historique klassifiziert.
2. Der ursprünglich in den Wäldern von Vaupinard in Montmoyen gelegene Menhir von Châtillon-sur-Seine wurde vom Comte d’Ivory in den Park von Mauvilly und anschließend in den Park des Rathauses von Châtillon-sur-Seine transportiert.(⊙). Er ist seit 1923 als Monument historique klassifiziert.
3. Der Menhir de la tête de chevau (oder Menhir la grande borne) auf einem Feld südlich der Ferme de Rieppes in Coulmier-le-Sec (⊙). Er ist seit 1889 als Monument historique klassifiziert.

Andere Menhire sind u. a. La pierre fiche von Aignay-le-Duc (⊙) und La pierre qui vire von Gurgy-le-Château (⊙).

Menhire des Châtillonnais
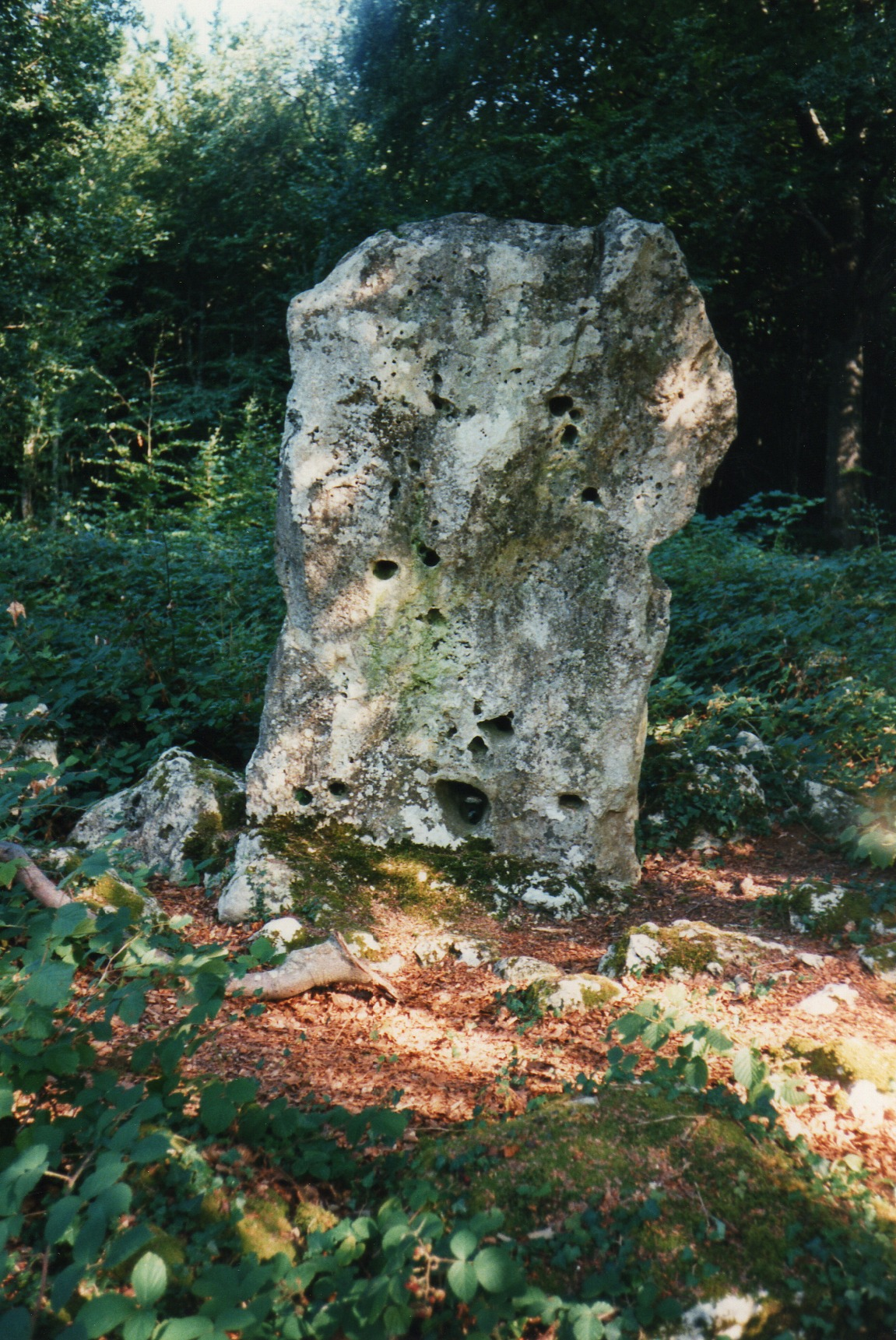
Menhir du Cheval gris
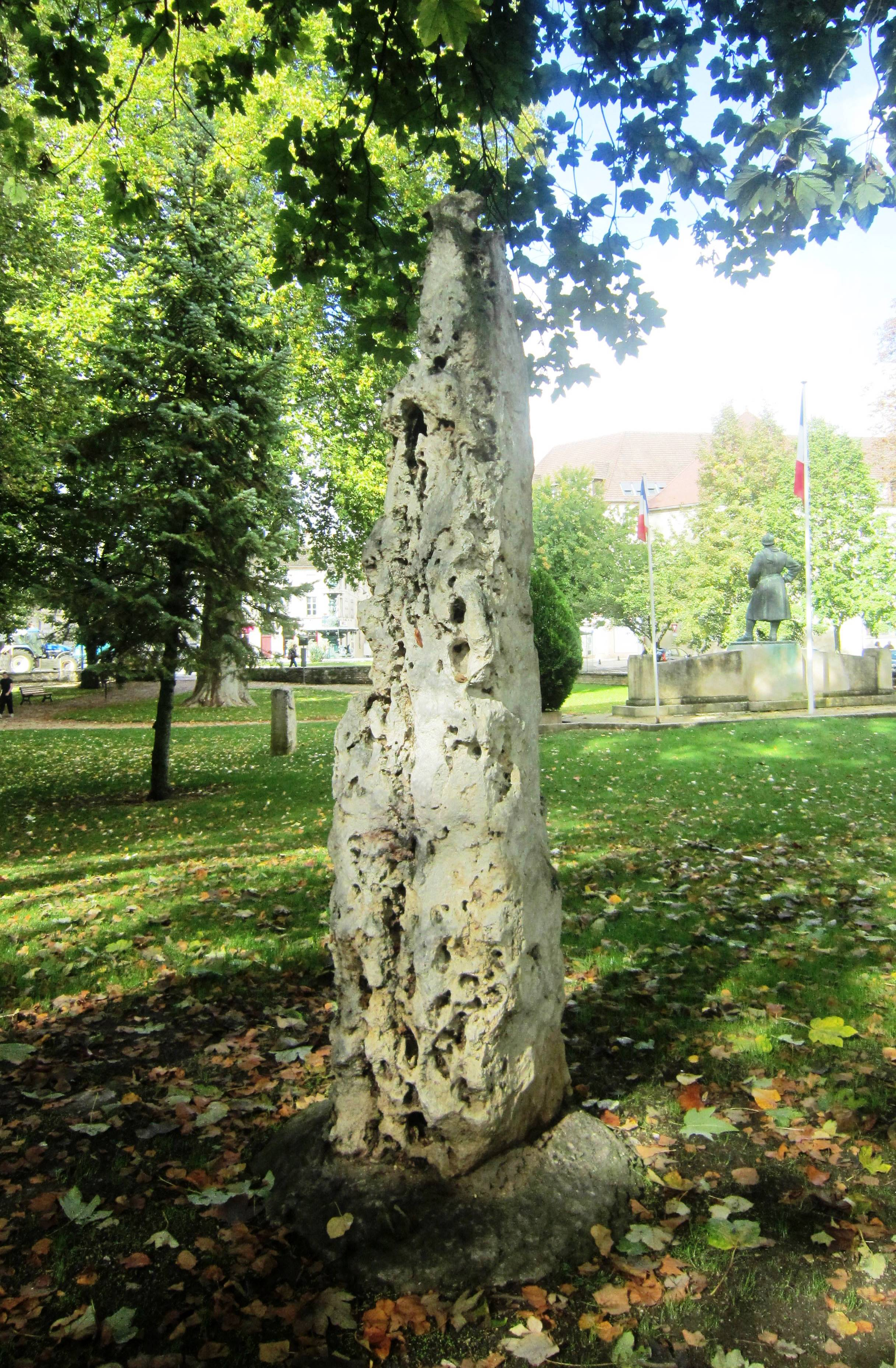
Menhir von Châtillon-sur-Seine
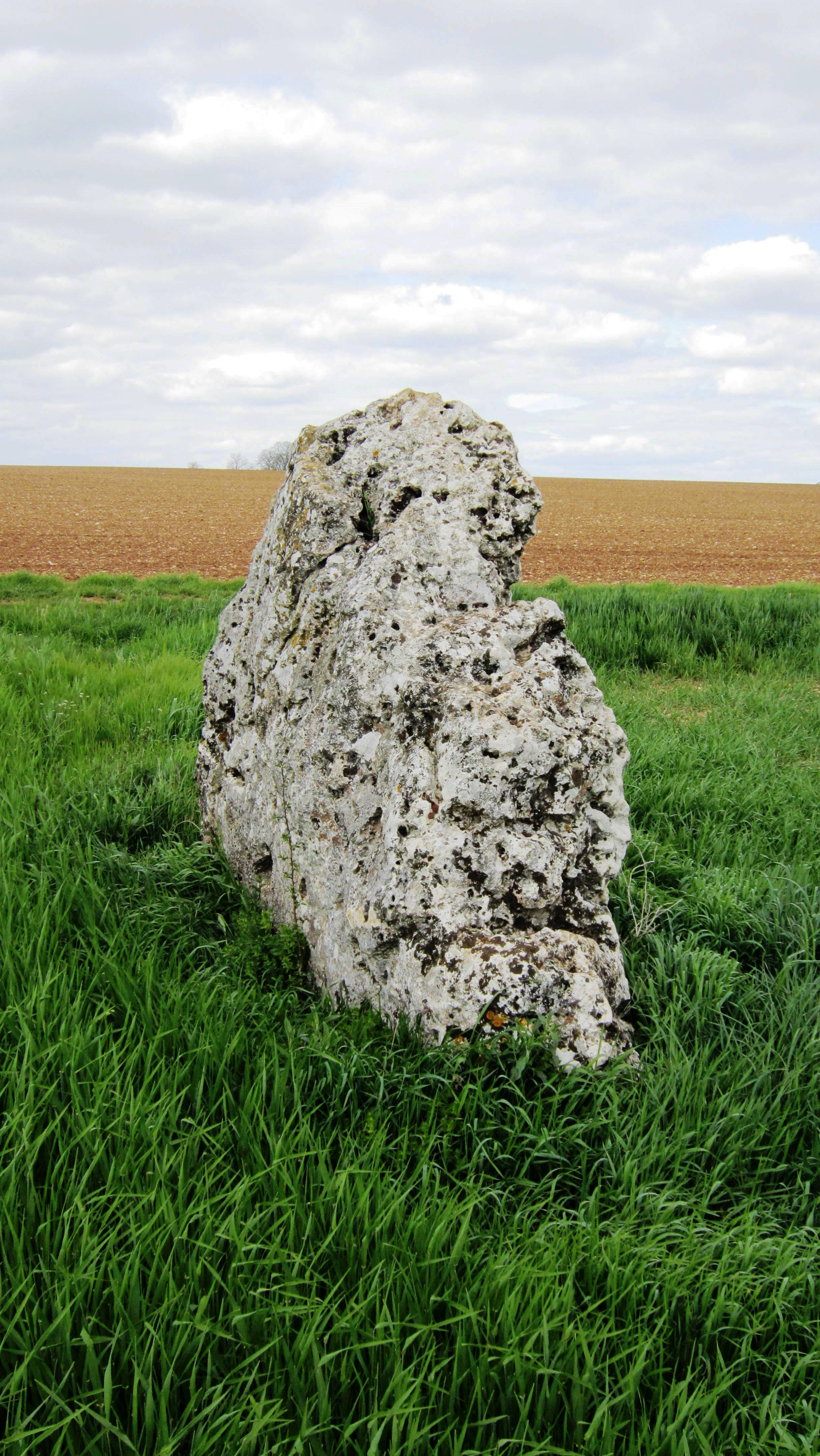
Menhir de la tête de chevau
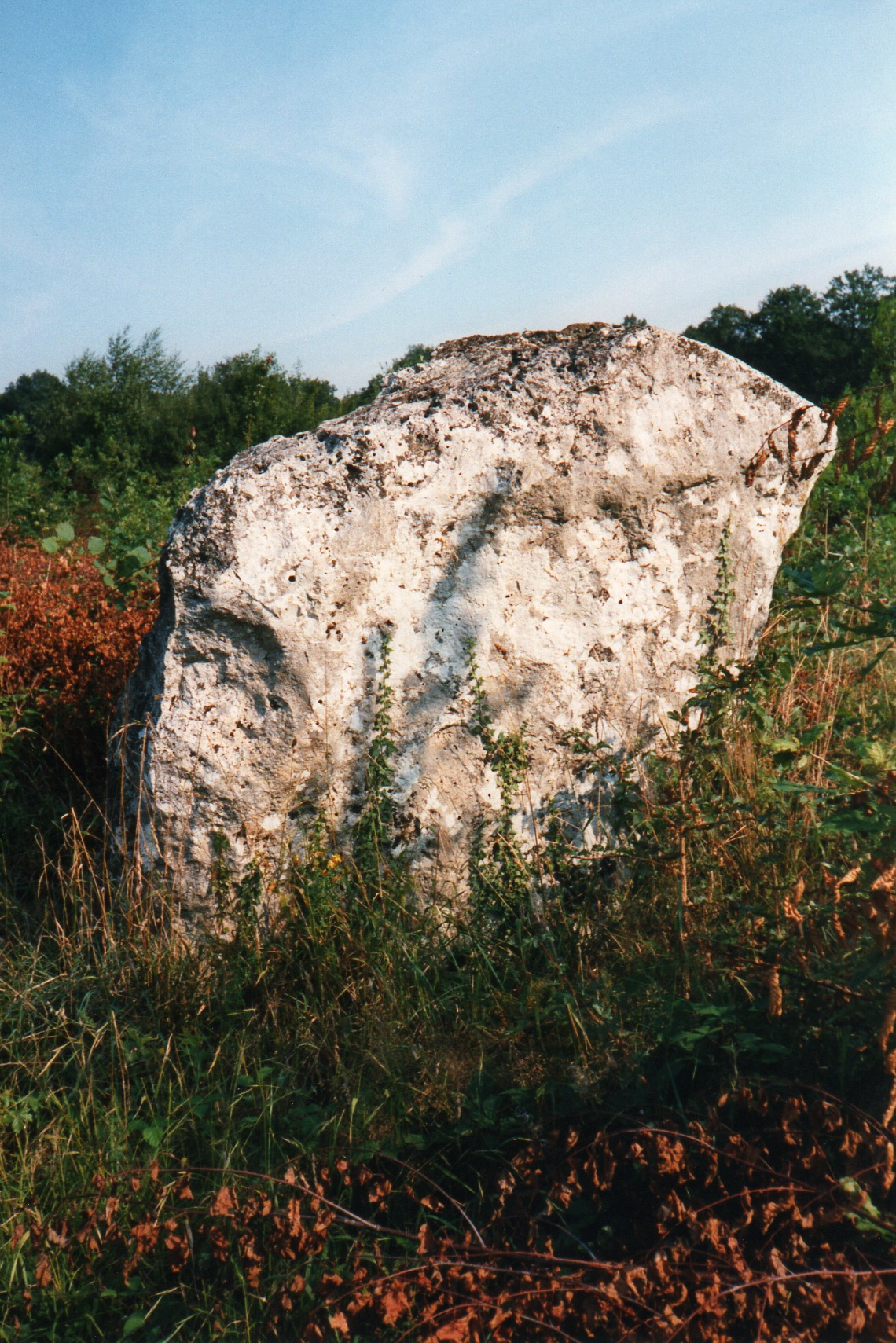
La-Pierre-qui-Vire Gurgy-le-Château
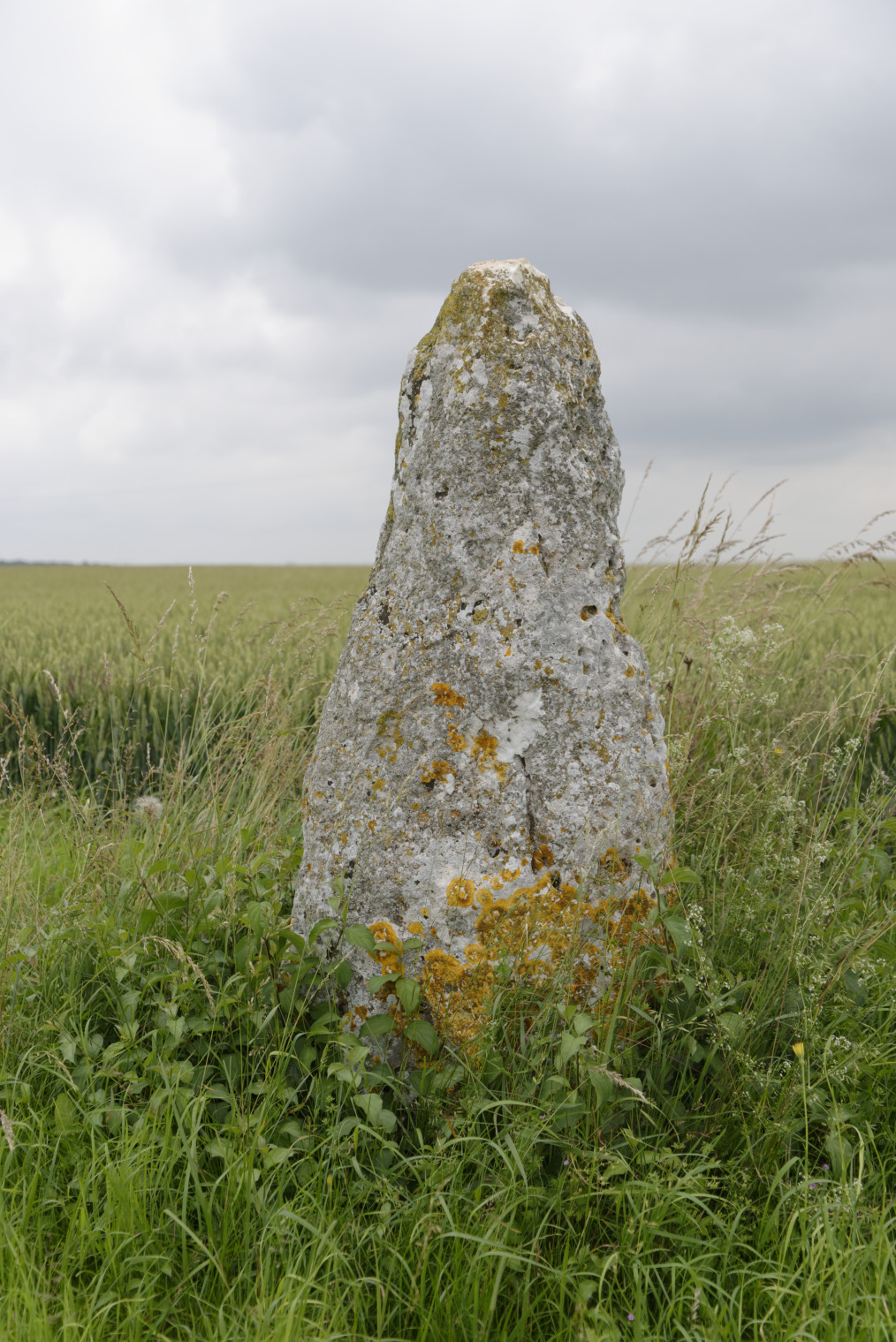
Pierre-Fiche in Aignay-le-Duc